# Jan Boetius
Jan Boetius (* 1939 in Magdeburg) ist ein ehemaliger deutscher Manager in der Versicherungsbranche. Als Vorstandsvorsitzender saß der Jurist zwischen 1994 und 2003 der DKV Deutsche Krankenversicherung vor, anschließend war er im Aufsichtsrat des seinerzeit größten europäischen Krankenversicherungsunternehmens vertreten. Neben seiner praktischen Tätigkeit ist er zudem als Autor verschiedener Bücher zu versicherungstechnischen und -rechtlichen Fragestellungen bekannt.

## Werdegang
Boetius studierte Rechtswissenschaft an der Ludwig-Maximilians-Universität München, an der er 1966 mit seiner Dissertationsschrift Der Garantievertrag 1966 graduierte. Anschließend schloss er sich der Rechtsabteilung der Allianz Versicherung an. In der Folge durchlief er verschiedene Abteilungen und war bei den Allianz-Töchtern Bayerische Versicherungsbank und Frankfurter Allgemeine Versicherung tätig, ehe er 1981 in den Vorstand der Allianz Versicherung aufrückte. 1985 wurde er im Zuge einer Neustrukturierung der Versicherungsgruppe mit den Zuständigkeitsbereichen Betriebswirtschaft, Organisation und EDV in den Vorstand der Konzernmutter Allianz AG berufen, dabei war er unter Konzernchef Wolfgang Schieren in gleicher Funktion in der Holding sowie bei der Allianz Versicherung tätig. 1990 gab er die Doppelfunktion auf, um sich den Vorstandsressorts Planung, dem Controlling und Rechnungswesen bei der Allianz AG widmen zu können. 1991 kehrte er wieder in Paralleltätigkeit in den Vorstand der Allianz Versicherung zurück, dieses Mal übernahm er das Ressort Haftpflicht- und Unfallversicherung. Kurze Zeit später wurde er in den Aufsichtsrat der Allgemeinen Kreditversicherung berufen, bei der die Allianz Großaktionär war.
Im Sommer 1993 wurde Boetius als Nachfolger des aus Altersgründen ausscheidenden  Hans Georg Timmer mit Wirken vom 21. April 1994 zum Vorstandsvorsitzenden der DKV Deutsche Krankenversicherung berufen, ab 1. Januar des Jahres gehörte er dem Vorstand des damals mehrheitlich zur Allianz gehörenden Krankenversicherers an. 1996 rückte er in den Vorstand des PKV-Verbandes auf. Ab Ende der 1990er Jahre strukturierte die Münchener Rück ihre Erstversicherungstätigkeiten neu, dabei wurde die Ergo Group gegründet, zu der auch die DKV als Tochtergesellschaft nach einer teilweise Entflechtung der gegenseitigen Beteiligungen von Münchener Rück und Allianz bei jeweiligen Tochtergesellschaften gehörte. In diesem Zusammenhang rückte Boetius in den ersten Vorstand der 1998 neu gegründeten Ergo-Holding auf. Aufgrund des Wachstums der DKV wurde der Büroraum knapp, im Sommer 2002 wurde mit der Grundsteinlegung für ein 150 Millionen Euro teures neues Bürogebäude die Erweiterung der Firmenzentrale angestoßen, um die seinerzeit 3600 in Köln tätigen DKV-Mitarbeiter zusammenzuführen.
Im März 2003 wurde bekannt, dass Boetius zum Jahresende den Vorstandsvorsitz bei der DKV zugunsten von Günter Dibbern aufgeben werde. Auf der Hauptversammlung im Herbst wurde er in den Aufsichtsrat gewählt. 2009 übernahm er als Nachfolger der zur RAG-Stiftung gewechselten Günter Schlatter den Aufsichtsratsvorsitz beim Klinikbetreiber Mediclin. 2012 legte er das Mandat nieder.
Im Juni 2003 wurde Boetius von Ministerpräsident Georg Milbradt der Sächsische Verdienstorden überreicht.

## Werke (Auswahl)
- Handbuch der versicherungstechnischen Rückstellungen (1996), ISBN 978-3-504-35004-8
- Neue Wege zur Kostensteuerung im Gesundheitswesen : eine Aufgabe für die private Krankenversicherung (1996), ISBN 978-3-88487-606-0
- Zukunftssichere Finanzierung der Gesundheitsversorgung unter Berücksichtigung von Managed-care-Konzepten (2000), ISBN 978-3-88487-886-6
- Private Krankenversicherung nach der Gesundheitsreform und der VVG-Reform : neue rechtliche Probleme (2008), ISBN 978-3-89952-386-7
- Die Systemveränderung in der privaten Krankenversicherung (PKV) durch die Gesundheitsreform : eine neue verfassungs- und europarechtliche Qualität (2008), ISBN 978-3-89952-429-1
- Private Krankenversicherung : Kommentar zum Recht der PKV (2010), ISBN 978-3-406-58930-0
- Rechtshandbuch Private Krankenversicherung (2020), Herausgeber mit Jens Rogler und Frank L. Schäfer, ISBN 978-3-406-71998-1

Daneben hat sich Boetius immer wieder in Beiträgen zu Zeitschriften und Interviews zu relevanten Themen insbesondere der Krankenversicherung geäußert.